# Jaszczurka mosorska
Jaszczurka mosorska (Dinarolacerta mosorensis) – gatunek jaszczurki z rodziny jaszczurkowatych (Lacertidae).
Występuje na terenie Bośni i Hercegowiny, Chorwacji oraz Czarnogóry. Izolowana populacja występująca na wschodzie Czarnogóry i północy Albanii została w 2007 roku uznana za odrębny gatunek Dinarolacerta montenegrina.
Naturalnym środowiskiem tej jaszczurki są umiarkowanie nasłonecznione lasy, pastwiska, tereny krzaczaste oraz skaliste. Gatunkowi zagraża utrata siedlisk, rozwój turystyki, nadmierny wypas zwierząt czy też odłów z przeznaczeniem na handel.